# Mayenne (gemeente)
Mayenne is een gemeente in het Franse departement Mayenne (regio Pays de la Loire). De gemeente telde 12.854 inwoners op 1 januari 2022. De plaats maakt deel uit van het arrondissement Mayenne.

## Geschiedenis

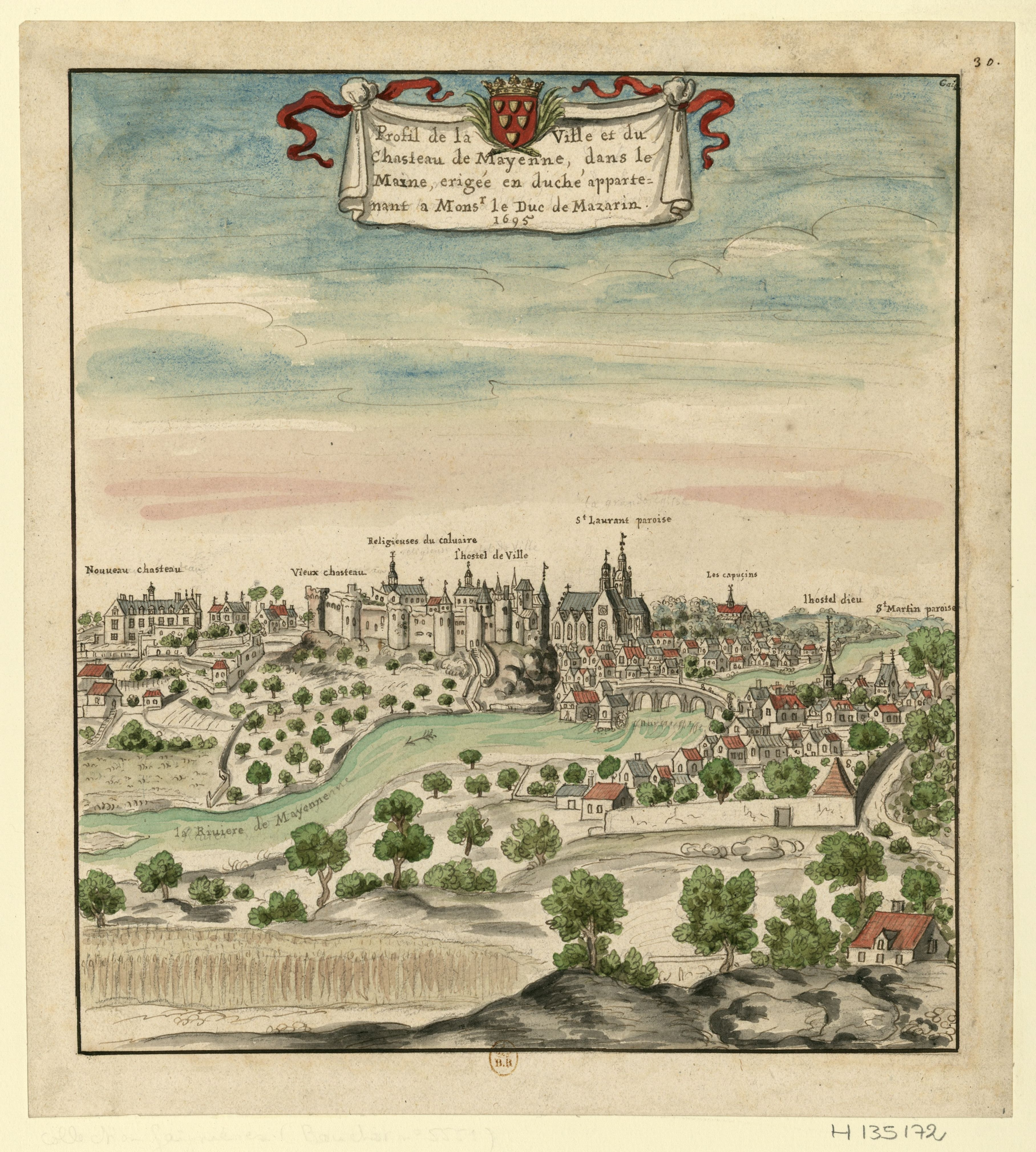
Mayenne in 1695

Mayenne werd voor het eerst vermeld in 778. Eerst was er een Karolingische burcht die werd gebouwd op een hoogte bij een oversteekplaats over de rivier Mayenne. In de 9e eeuw werd Maine regelmatig aangevallen vanuit Bretagne. De eerste, houten burcht werd rond 920 vervangen door een stenen kasteel. In 1063 werd het kasteel afgebrand door Willem de Veroveraar. In de 12e eeuw onderging het kasteel uitgebreide veranderingen. In de 13e eeuw werd het kasteel verder versterkt en werd er een voorburcht gebouwd. In 1360 kwam het kasteel in handen van de hertogen van Anjou en verloor het zijn woonfunctie. Er was enkel nog een garnizoen gelegerd in het kasteel. Tijdens de Honderdjarige Oorlog werd het kasteel tot tweemaal toe ingenomen door de Engelsen. Vanaf de 17e eeuw had het kasteel geen militaire functie meer. Vanaf die periode en dit tot 1936 deed het kasteel dienst als gevangenis.
In de loop van de 11e en 12e eeuw ontwikkelde de stad zich rond het kasteel, de kerk Notre-Dame en de priorij Saint-Martin op de andere oever van de Mayenne. Kardinaal Mazarin werd hertog van Mayenne in 1654 en hij liet grote werken uitvoeren in de stad. In de loop van de 17e eeuw bloeide de textielnijverheid en kwamen er ook kloosters in de stad.
In de 19e eeuw kwam er industrie in de stad. De rivier Mayenne werd gekanaliseerd: er werden kaaien en sluizen aangelegd. In de stad zijn er drie bruggen over de rivier: Pont Notre-Dame (vroeger Pont de l'Impératrice), het viaduct en de Pont Mac Racken (vroeger Pont neuf). In augustus 1944 werden alle bruggen, uitgezonderd de laatste, door de Duitsers opgeblazen tijdens hun aftocht. Tijdens de Tweede Wereldoorlog was in Mayenne het Frontstalag 132 gevestigd.
In de rivierhaven van Mayenne werden granen, steen en steenkool verscheept. De rivierhaven werd gesloten in 1962.

## Geografie
De oppervlakte van Mayenne bedroeg op 1 januari 2022 19,88 vierkante kilometer; de bevolkingsdichtheid was toen 646,6 inwoners per km².
De Mayenne stroomt door de gemeente. Verder vormt de Aron, een zijrivier van de Mayenne, de zuidoostelijke grens van de gemeente.
De onderstaande kaart toont de ligging van Mayenne met de belangrijkste infrastructuur en aangrenzende gemeenten.

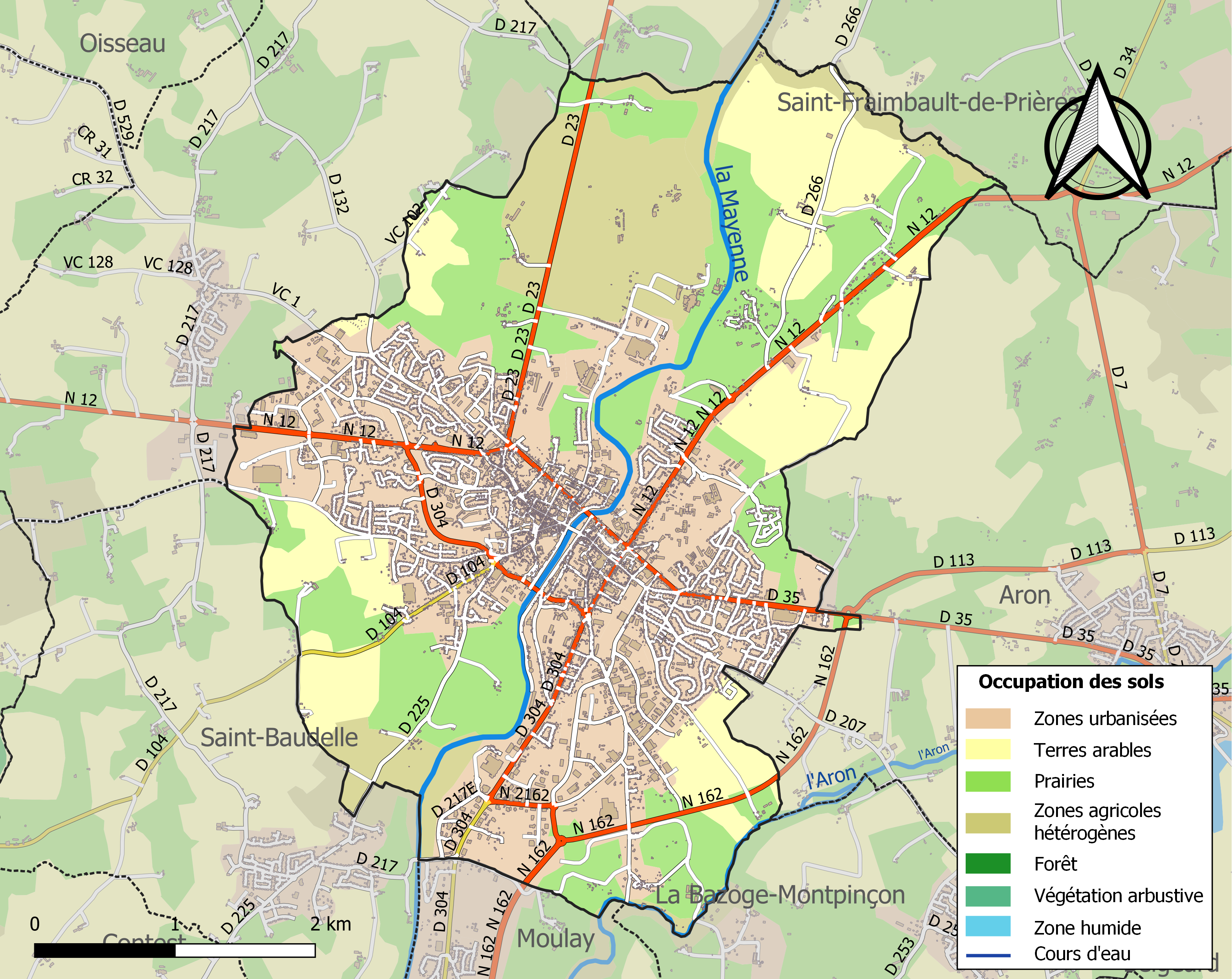

## Demografie
Onderstaande figuur toont het verloop van het inwonertal (bron: INSEE-tellingen).

## Bezienswaardigheden
- Kasteel van Mayenne. De oudste delen van het kasteel zijn 10e-eeuws. Het kasteel werd vergroot in de 12e eeuw en sterk verbouwd in de 19e eeuw. Toen werd ook de voorburcht veranderd in een openbaar park. In het kasteel is sinds 2008 een museum ondergebracht.
- Kerk Saint-Martin. De kerk uit de 12e eeuw was eerst de kerk van een priorij maar werd later parochiekerk. In de 19e eeuw werd de kerk vergroot.
- Basiliek Notre-Dame-des-Miracles. De 12e-eeuwse kerk gaat terug op een 11e-eeuwse kapel gewijd aan de heilige Anna. De kerk werd verbouwd in de 15e, 17e en 19e eeuw. Aanvankelijk een parochiekerk, werd ze in 1900 verheven tot basilica minor.
- Kapel Saint-Léonard. Een voormalige kapel met 14e-eeuwse muurschilderingen.
- Palais de la Barre Ducale (17e eeuw), dat lang dienst deed als stadhuis.

### Afbeeldingen

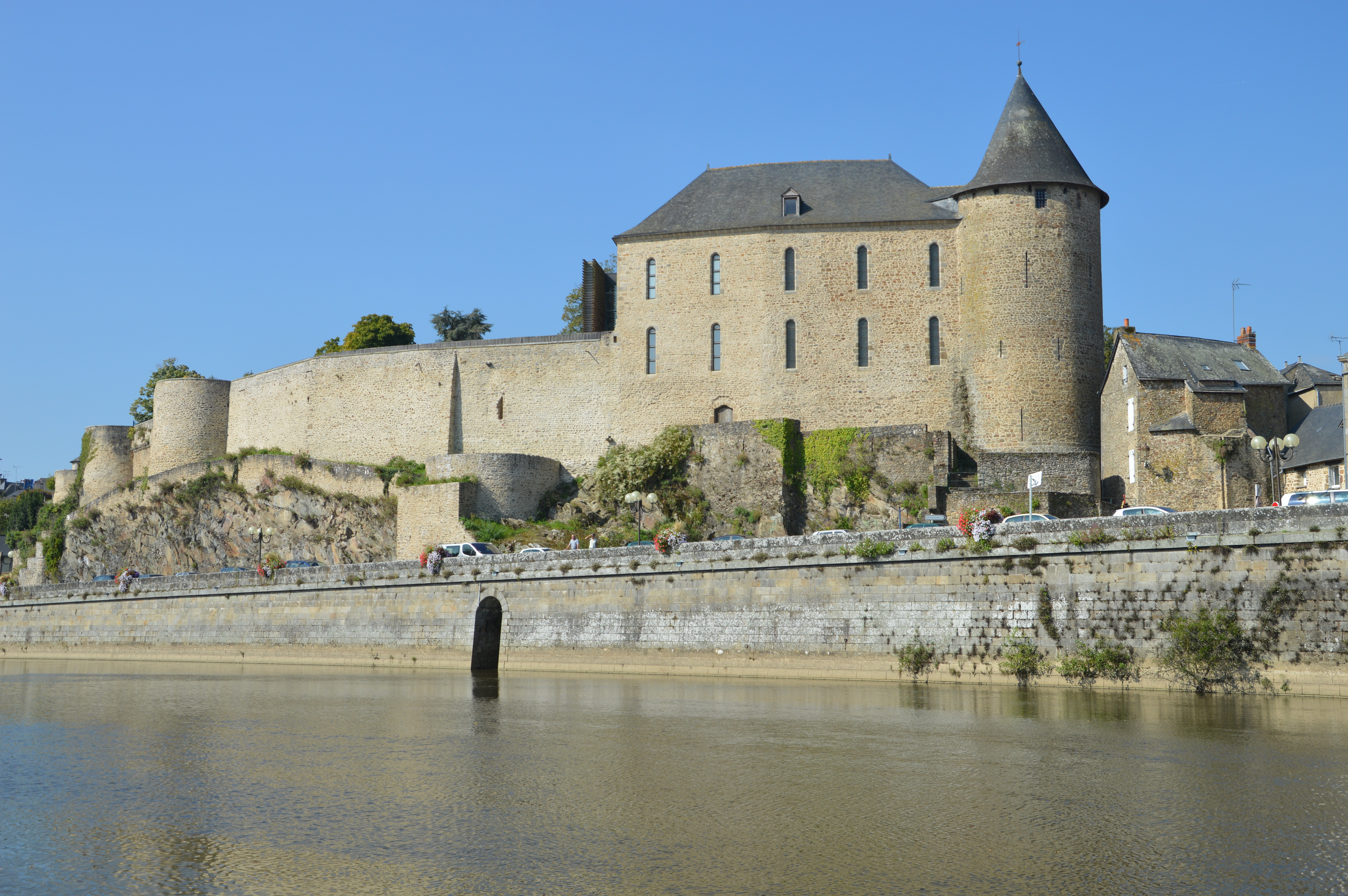
Kasteel van Mayenne
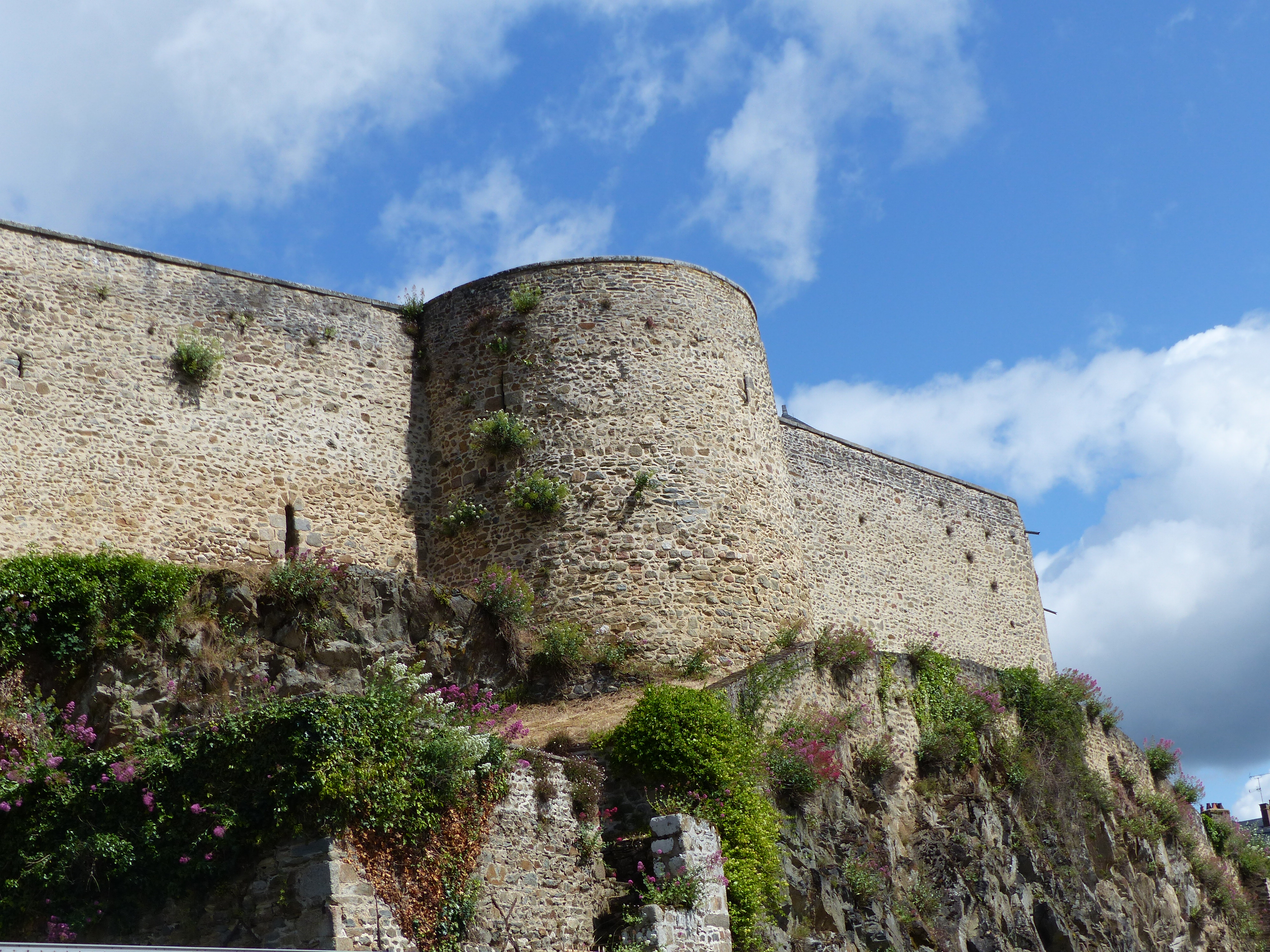
Kasteel
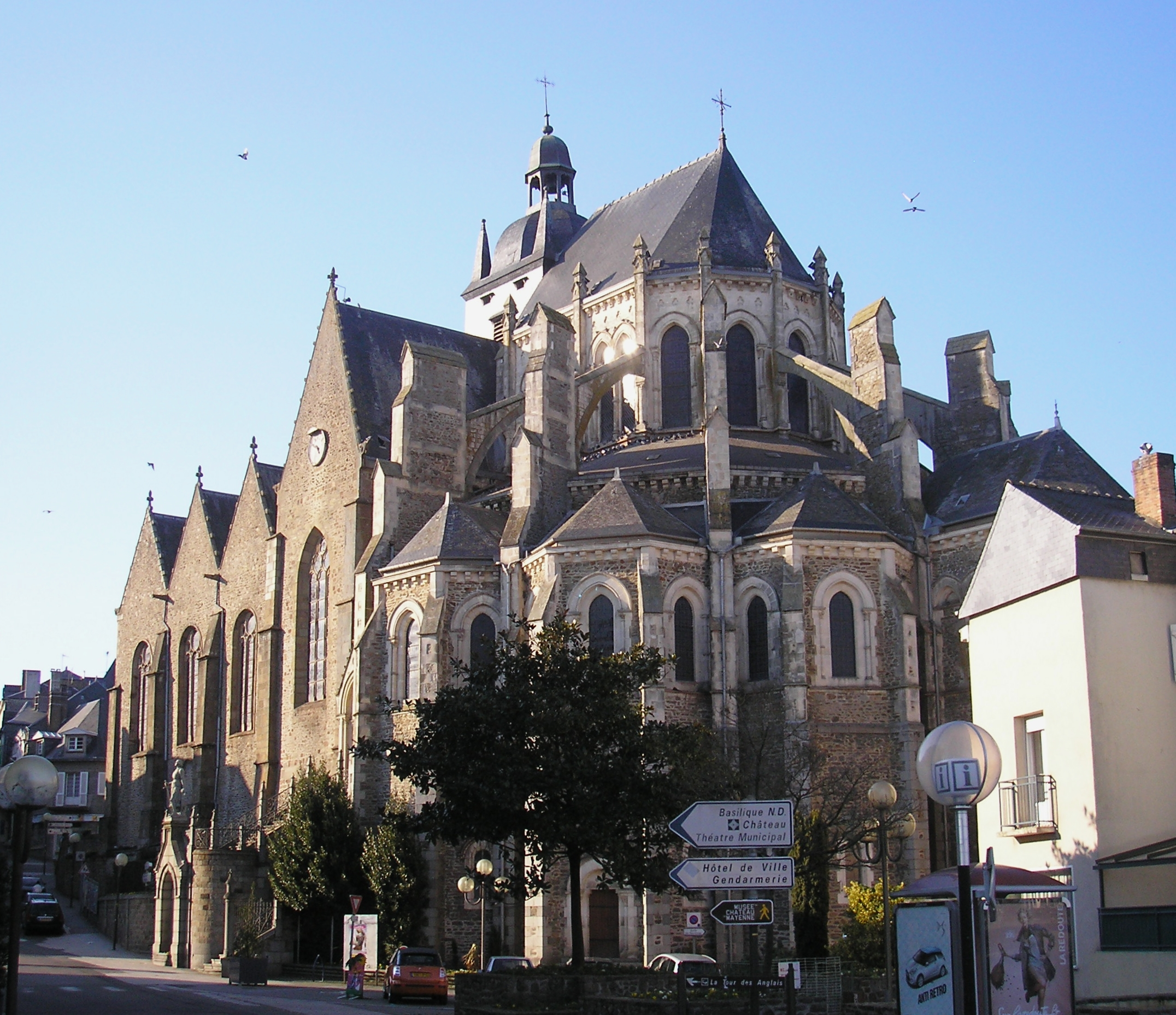
Basiliek Notre-Dame-des-Miracles
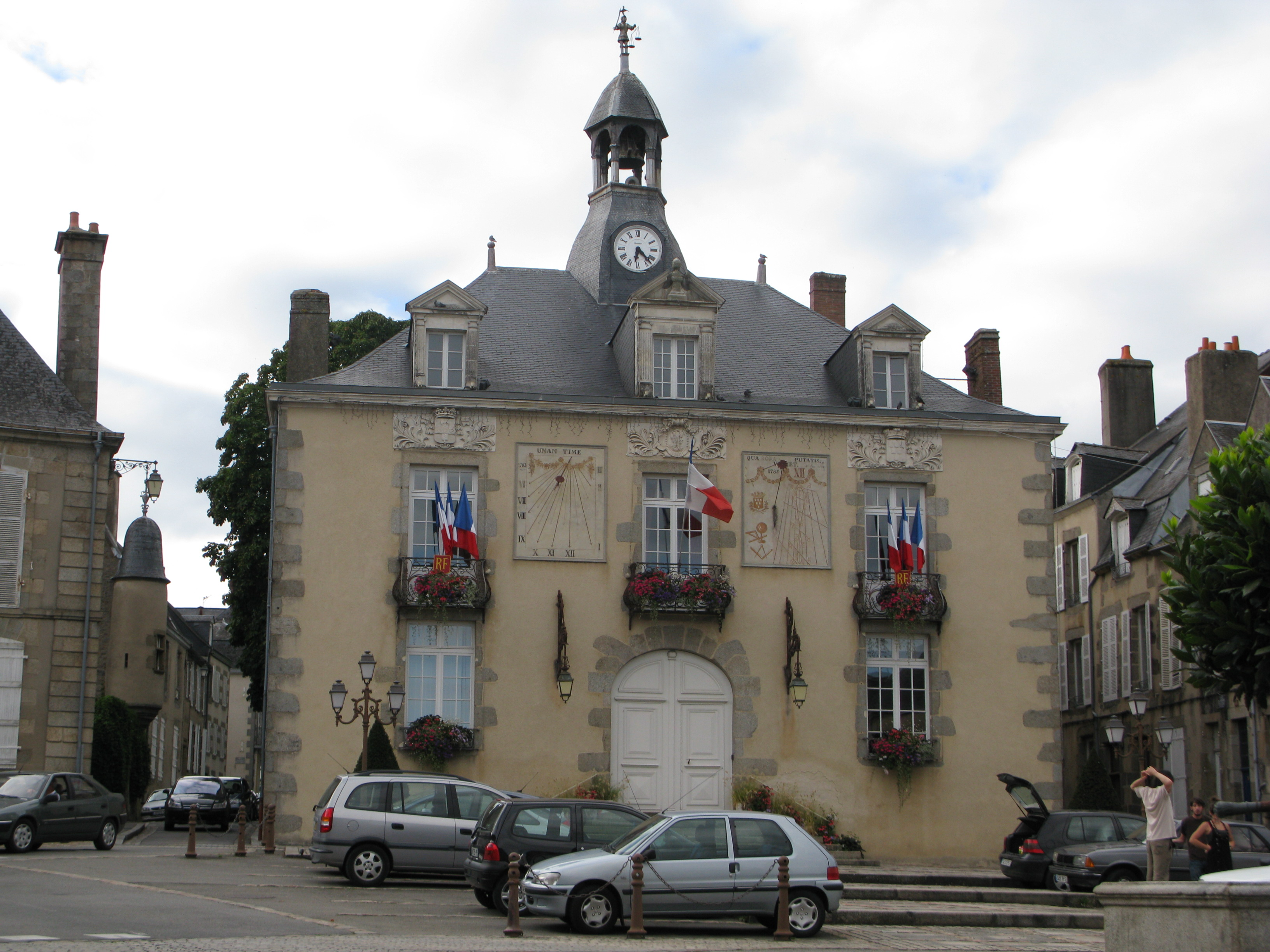
Palais de la Barre Ducale
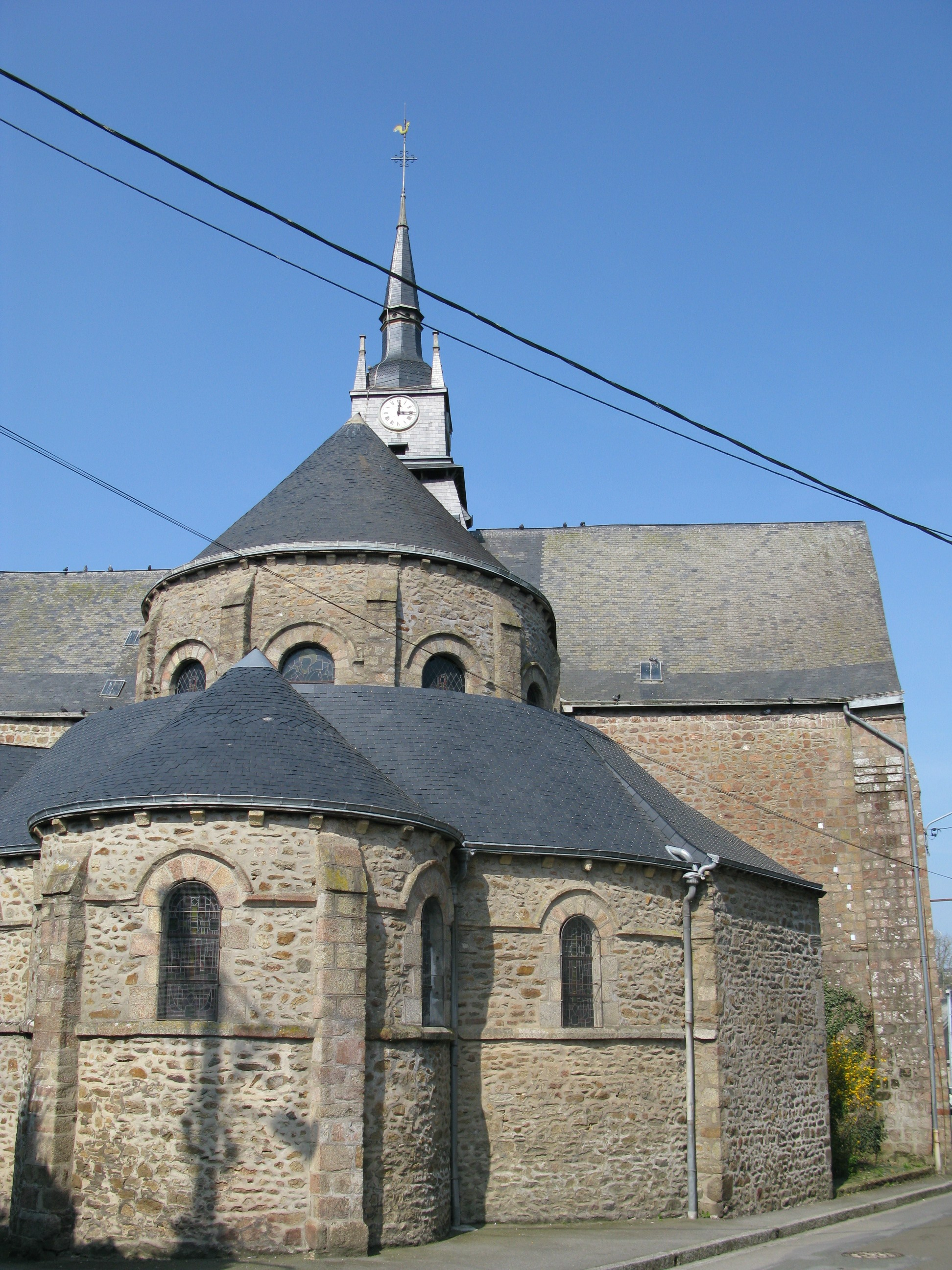
Kerk Saint-Martin
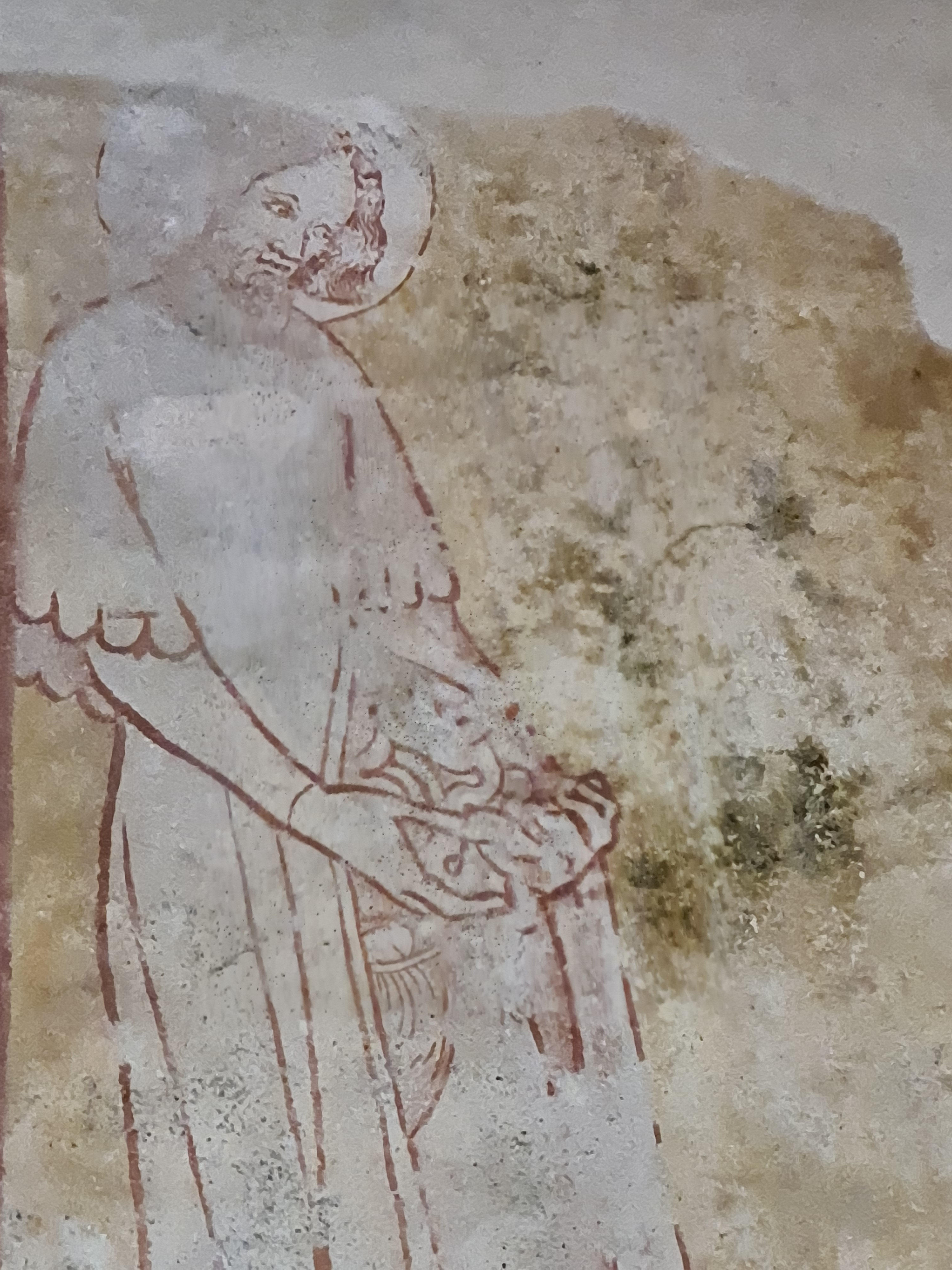
Muurschildering in de kapel Saint-Léonard
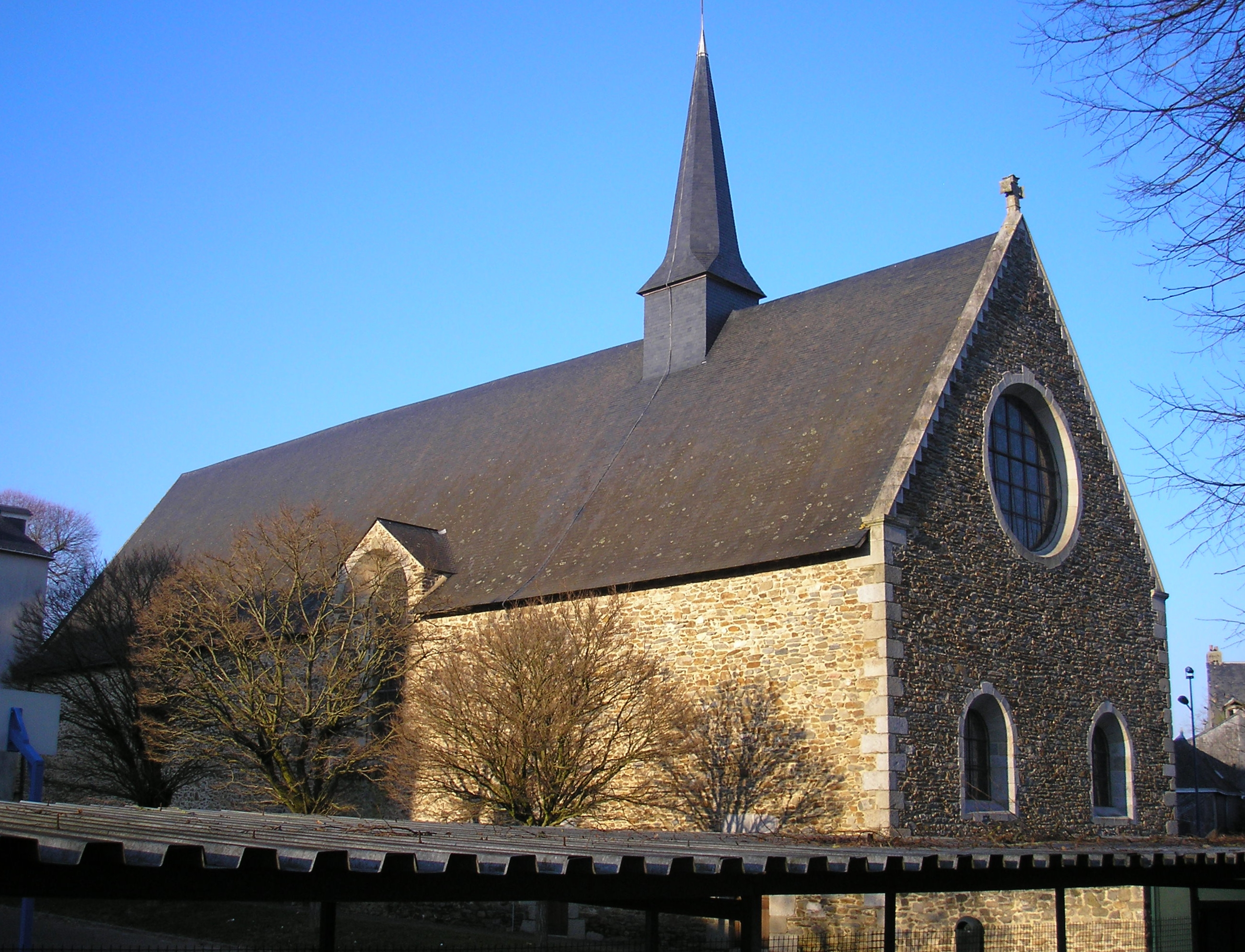
Chapelle des Calvairiennes
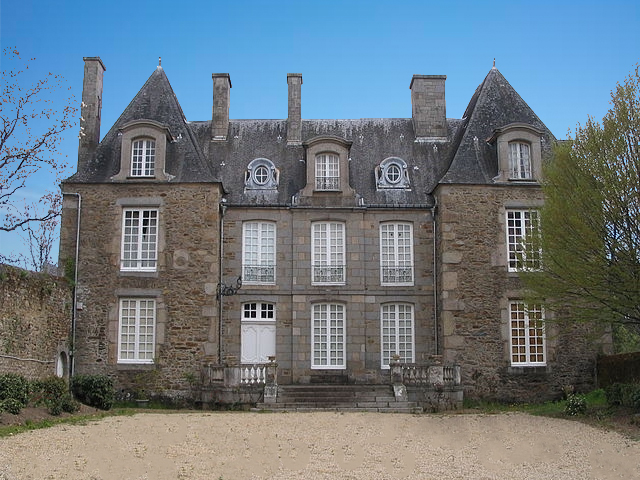
Hôtel Montpinçon

## Geboren
- Jean-Louis Lefebvre de Cheverus (1768-1836), aartsbisschop en kardinaal
- René Étiemble (1909-2002), schrijver en linguïst